# Artikulationsbas
Artikulationsbas handlar om hur talapparaten antas vara inställd vid artikulerandet av ett visst språks ljud. Begreppet är känt sedan 600-talet.
Henry Sweet, som är en av fonetikens pionjärer och dessutom förebild till professor Higgins i Pygmalion (My Fair Lady), formulerade detta 1890:
”Varje språk har vissa tendenser som kontrollerar talorganens rörelser och positioner, och utgör dess organiska bas, eller artikulationsbas. Kunskap om denna organiska bas är till stor hjälp när man ska lära sig ett språks uttal”.
I en studie av Gick, Wilson, Koch och Cook (2004) undersöktes talorganens position under korta vilolägen mellan yttranden, med hjälp av röntgenfilmning, hos 5 talare av engelska och 5 talare av franska. Resultatet visade att till exempel tungans position – från svalget fram till tungspetsen – under vilolägena var något främre och något lägre hos de franskspråkiga talarna, jämfört med de engelsktalande. Skillnaderna var statistiskt signifikanta för 5 av 7 mätpunkter utmed svalg, gomsegel, tungkropp, tungspets och läppar.